# Stilpnonotus
Stilpnonotus es un género de coleóptero de la familia Mycteridae.

## Especies
Las especies de este género son:
- Stilpnonotus brasiliensis (Thomson, 1861)
- Stilpnonotus cupripennis (Pascoe, 1860)
- Stilpnonotus eurypiformis Gray, 1832
- Stilpnonotus goyasensis (Pic, 1915)
- Stilpnonotus mexicanus (Thomson, 1860)
- Stilpnonotus postsignatus (Fairmaire, 1889)
- Stilpnonotus thomsoni Champion, 1889